# NHL-játékosok listája (A)
Az alábbi lista tartalmazza az National Hockey League-ben 1917-től legalább egy meccset játszott jégkorongosokat, akiknek a neve A betűvel kezdődik:

## Aalto - Allen
| Játékos              | Pozíció | Ország   | Születési hely                      | Aktív      | Csapat ↓                          | Jegyzetek |
| -------------------- | ------- | -------- | ----------------------------------- | ---------- | --------------------------------- | --- |
| Antti Aalto          | Center  | FIN      | Lappeenranta, Finnország            | 1997–2001  | Ana                               | |
| George Abbott        | Kapus   | CAN      | Sydenham, Ontario                   | 1943–1944  | Bos                               | |
| Reg Abbott           | Center  | CAN      | Winnipeg, Manitoba                  | 1952–1953  | Mtl                               | |
| Spencer Abbott       | Szélső  | CAN      | Hamilton, Ontario                   | 2013, 2017 | Tor, Chi                          | |
| Justin Abdelkader    | Center  | USA      | Muskegon, Michigan                  | 2008–      | Det,                              | |
| Clarence Abel        | Védő    | CAN      | Sault Ste. Marie, Michigan          | 1926–1934  | NYR, Chi                          | |
| Gerry Abel           | Szélső  | USA      | Detroit, Michigan                   | 1966–1967  | Det                               | |
| Sid Abel             | Szélső  | CAN      | Melville, Saskatchewan              | 1938–1954  | Det, Chi                          | A Chi, Det, Stl, Kan csapatok vezetőedzője                                                                                           |
| Pontus Åberg         | Center  | SWE      | Stockholm, Svédország               | 2016–      | Nas, Edm, Ana, Min                | |
| Dennis Abgrall       | Szélső  | CAN      | Moosomin, Saskatchewan              | 1975–1976  | LA                                | |
| Ramzi Abid           | Szélső  | CAN      | Montréal, Québec                    | 2002–2007  | Phx, Pit, Atl, Nas                | |
| Thommy Abrahamsson   | Védő    | SWE      | Leksand, Svédország                 | 1980–1981  | Har                               | |
| Vitalij Abramov      | Center  | RUS      | Cseljabinszk, Oroszország           | 2019–      | Ott                               | |
| Noel Acciari         | Center  | USA      | Johnston, Rhode Island              | 2016–      | Bos, Flo                          | |
| Gene Achtymichuk     | Center  | CAN      | Lamont, Alberta                     | 1951–1959  | Mtl, Det                          | |
| Doug Acomb           | Szélső  | CAN      | Toronto, Ontario                    | 1969–1970  | Tor                               | |
| Keith Acton          | Center  | CAN      | Stouffville, Ontario                | 1979–1994  | Mtl, MNS, Edm, Phi, Was, NYI      | |
| Will Acton           | Center  | USA/ CAN | Edina, Minnesota                    | 2013–2014  | Edm                               | |
| Doug Adam            | Szélső  | CAN      | Toronto, Ontario                    | 1949–1950  | NYR                               | |
| Luke Adam            | Szélső  | CAN      | St. John’s, Új-Fundland és Labrador | 2010–2011  | Buf                               | |
| Russ Adam            | Center  | CAN      | Windsor, Ontario                    | 1982–1983  | Tor                               | |
| Bryan Adams          | Szélső  | CAN      | Fort St. James, Brit Columbia       | 1999–2001  | Atl                               | |
| Craig Adams          | Szélső  | CAN      | Seria, Brunei                       | 1999–2015  | Car, Chi, Pit                     | |
| Greg Adams           | Csatár  | CAN      | Duncan, Brit Columbia               | 1980–1990  | Phi, Har, Was, Edm, Van, Que, Det | |
| Greg Adams           | Szélső  | CAN      | Nelson, Brit Columbia               | 1984–2001  | NJ, Van, Dal, Pho, Fla            | |
| Jack Adams           | Center  | CAN      | Fort William, Ontario               | 1917–1927  | Tor, Ott(I)                       | A Det. vezetőedzője, Játszott a PCHA-ban, Jégkorong Hírességek Csarnokának tagja (1959-től)                                          |
| Jack Adams           | Szélső  | CAN      | Calgary, Alberta                    | 1940–1941  | Mtl                               | |
| John Adams           | Kapus   | CAN      | Port Arthur, Ontario                | 1972–1975  | Wsh, Bos                          | |
| Kevyn Adams          | Center  | USA      | Washington                          | 1996–2008  | Tor, Clb, Flo, Car, Phx           | |
| Stewart Adams        | Szélső  | CAN      | Calgary, Alberta                    | 1929–1933  | Chi, Tor                          | |
| Rick Adduono         | Center  | CAN      | Fort William, Ontario               | 1975–1980  | Bos, AtlF                         | |
| David Aebischer      | Kapus   | SUI      | Fribourg, Svájc                     | 2000–2008  | Col, Mtl, Phx                     | |
| Dmitrij Afanaszenkov | Szélső  | RUS      | Arhangelszk, Oroszország            | 2000–2007  | TB, Phi                           | |
| Bruce Affleck        | Védő    | CAN      | Penticton, Brit Columbia            | 1974–1984  | Stl, Van, NYI                     | |
| Makszim Afinogenov   | Szélső  | RUS      | Moszkva, Oroszország                | 1999–2010  | Buf, Atl                          | |
| Jim Agnew            | Védő    | CAN      | Deloraine, Manitoba                 | 1986–1993  | Van, Har                          | |
| Fred Ahern           | Szélső  | USA      | South Boston, Massachusetts         | 1974–1978  | Cal, Cle, ColR                    | |
| Rudy Ahlin           | Szélső  | USA      | Eveleth, Minnesota                  | 1937–1938  | Chi,                              | |
| Peter Ahola          | Védő    | FIN      | Espoo, Finnország                   | 1991–1994  | Los, Pit, SJ, Cgy                 | |
| Chris Ahrens         | Védő    | USA      | San Bernardino, Kalifornia          | 1972–1978  | MinN                              | |
| John Aiken           | Kapus   | USA      | Arlington, Massachusetts            | 1957–1958  | Mtl                               | |
| Lloyd Ailsby         | Védő    | CAN      | Lac Pelletier, Saskatchewan         | 1951–1952  | NYR                               | |
| Brad Aitken          | Szélső  | CAN      | Scarborough, Ontario                | 1987–1991  | Pit, Edm                          | |
| Johnathan Aitken     | Védő    | CAN      | Edmonton, Alberta                   | 1999–2007  | Bos, Chi                          | |
| Andy Aitkenhead      | Kapus   | CAN      | Glasgow, Skócia                     | 1932–1935  | NYR                               | |
| Micah Aivazoff       | Center  | CAN      | Powell River, Brit Columbia         | 1993–1996  | Det, Edm, NYI                     | |
| Mika Alatalo         | Szélső  | FIN      | Oulu, Finnország                    | 1999–2001  | Phx                               | |
| Tommy Albelin        | Védő    | SWE      | Stockholm, Svédország               | 1987–2006  | Que, NJD, Cgy                     | |
| Andrew Alberts       | Védő    | USA      | Eden Prairie, Minnesota             | 2005–2013  | Bos, Phi, Car, Van                | |
| Clint Albright       | Center  | CAN      | Winnipeg, Manitoba                  | 1948–1949  | NYR                               | |
| Gary Aldcorn         | Szélső  | CAN      | Shaunavon, Saskatchewan             | 1956–1961  | Tor, Det, Bos                     | |
| Keith Aldridge       | Védő    | USA      | Detroit, Michigan                   | 1999–2000  | Dal                               | |
| Claire Alexander     | Védő    | CAN      | Collingwood, Ontario                | 1974–1978  | Tor, Van                          | |
| Art Alexandre        | Szélső  | CAN      | Saint-Jean, Québec                  | 1931–1933  | Mtl                               | |
| Nyikita Alekszijev   | Szélső  | RUS      | Murmanszk, Oroszország              | 2001–2003  | TB                                | |
| Daniel Alfredsson    | Szélső  | CAN      | Grums, Svédország                   | 1995–2014  | Ott, Det                          | Calder-emlékkupa (1996), King Clancy-emlékkupa (2012), Mark Messier Leadership Award (2013), Olimpiai bajnok (2006), HHoF-tag (2022) |
| Akim Aliu            | Szélső  | CAN      | Okane, Nigéria                      | 2012–2013  | Cgy                               | |
| Jeff Allan           | Védő    | CAN      | Toronto, Ontario                    | 1977–1978  | Cle                               | |
| Bobby Allen          | Védő    | USA      | Hull, Massachusetts                 | 2002–2003  | Edm                               | |
| Bryan Allen          | Védő    | CAN      | Kingston, Ontario                   | 2000–2015  | Van, Fla, Car, Ana, Mtl           | |
| Chris Allen          | Védő    | CAN      | Chatham, Ontario                    | 1997–1999  | Fla                               | |
| George Allen         | Szélső  | CAN      | Bayfield, Új-Brunswick              | 1938–1947  | NYR, Chi, Mtl                     | |
| Keith Allen          | Védő    | CAN      | Saskatoon, Saskatchewan             | 1953–1955  | Det                               | |
| Peter Allen          | Védő    | CAN      | Calgary, Alberta                    | 1995–1996  | Pit                               | |
| Vivan Allen          | Szélső  | CAN      | Bayfield, Új-Brunswick              | 1940–1941  | NYA                               | |

## Alley - Apps
| Játékos                  | Pozíció | Ország | Születési hely              | Aktív     | Csapat ↓                   | Jegyzetek                                             |
| ------------------------ | ------- | ------ | --------------------------- | --------- | -------------------------- | ----------------------------------------------------- |
| Steve Alley              | Szélső  | USA    | Anoka, Minnesota            | 1979–1981 | Har                        |                                                       |
| Dave Allison             | Védő    | CAN    | Fort Frances, Ontario       | 1983–1984 | Mtl                        |                                                       |
| Jamie Allison            | Védő    | CAN    | Lindsay, Ontario            | 1994–     | Cgy, Chi, Clb, Nsh, Fla    |                                                       |
| Jason Allison            | Center  | CAN    | North York, Ontario         | 1993–     | Wsh, Bos, Los, Tor         | Eddie Powers-emlékkupa (1994)                         |
| Mike Allison             | Csatár  | CAN    | Fort Frances, Ontario       | 1980–1990 | NYR, Tor, LA               |                                                       |
| Ray Allison              | Csatár  | CAN    | Cranbrook, Brit Columbia    | 1979–1987 | Har, Phi                   |                                                       |
| Bill Allum               | Védő    | CAN    | Winnipeg, Manitoba          | 1939–1941 | Chi, NYR                   |                                                       |
| Ralph Almas              | Kapus   | CAN    | Saskatoon, Saskatchewan     | 1946–1953 | Det, Chi                   |                                                       |
| Cody Almond              | Center  | CAN    | Calgary, Alberta            | 2009–     | MinW                       |                                                       |
| Karl Alzner              | Védő    | CAN    | Burnaby, Brit Columbia      | 2008–     | Was                        |                                                       |
| Dave Amadio              | Védő    | CAN    | Glace Bay, Új-Skócia        | 1957–1969 | Det, LA                    |                                                       |
| Peter Ambroziak          | Szélső  | CAN    | Kanata, Ontario             | 1994–1995 | Buf                        |                                                       |
| Mike Amodeo              | Védő    | CAN    | Toronto, Ontario            | 1979–1980 | Win                        |                                                       |
| Tony Amonte              | Szélső  | USA    | Hingham, Massachusetts      | 1990–2008 | NYR, Chi, Phx, Phi, Cgy    |                                                       |
| Bill Anderson            | Védő    | CAN    | Tillsonburg, Ontario        | 1942–1943 | Bos                        |                                                       |
| Craig Anderson           | Kapus   | USA    | Park Ridge, Illinois        | 2002–     | Chi, Fla, Col              |                                                       |
| Dale Anderson            | Védő    | CAN    | Regina, Saskatchewan        | 1956–1957 | Det                        |                                                       |
| Doug Anderson            | Center  | CAN    | Edmonton, Alberta           | 1952–1953 | Mtl                        |                                                       |
| Earl Anderson            | Szélső  | USA    | Roseau, Minnesota           | 1974–1977 | Det, Bos                   |                                                       |
| Glenn Anderson           | Csatár  | CAN    | Vancouver, Brit Columbia    | 1980–1996 | Edm, Tor, NYR, Stl         | A Jégkorong Hírességek Csarnokának a tagja (2008-tól) |
| Jim Anderson             | Szélső  | CAN    | Pembroke, Ontario           | 1967–1968 | LA                         | A Was. vezetőedzője is                                |
| John Anderson            | Szélső  | CAN    | Toronto, Ontario            | 1977–1989 | Tor, Que, Har              |                                                       |
| Lorne Anderson           | Kapus   | CAN    | Renfrew, Ontario            | 1951–1952 | NYR                        |                                                       |
| Murray Anderson          | Védő    | CAN    | The Pas, Manitoba           | 1974–1975 | Was                        |                                                       |
| Perry Anderson           | Szélső  | CAN    | Barrie, Ontario             | 1981–1992 | Stl, NJ, SJ                |                                                       |
| Ron Chester Anderson     | Szélső  | CAN    | Red Deer, Alberta           | 1967–1972 | Det, LA, Stl, Buf          |                                                       |
| Ron Henry Anderson       | Csatár  | CAN    | Moncton, Új-Brunswick       | 1974–1975 | Was                        |                                                       |
| Russ Anderson            | Védő    | USA    | Des Moines, Iowa            | 1976–1985 | Pit, Har, LA               |                                                       |
| Shawn Anderson           | Védő    | CAN    | Montréal, Québec            | 1986–1995 | Buf, Que, Was, Phi         |                                                       |
| Tommy Anderson           | Védő    | Skócia | Edinburgh, Skócia           | 1934–1942 | Det, NYA                   |                                                       |
| Erik Andersson           | Szélső  | SWE    | Stockholm, Svédország       | 1997–1998 | Cgy                        |                                                       |
| Joakim Andersson         | Center  | SWE    | Munkedal, Svédország        | 2012–     | Det                        |                                                       |
| Jonas Andersson          | Szélső  | SWE    | Stockholm, Svédország       | 2001–2002 | Nas                        |                                                       |
| Kent-Erik Andersson      | Szélső  | SWE    | Orebro, Svédország          | 1977–1984 | MNS, NYR                   |                                                       |
| Mikael Andersson         | Szélső  | SWE    | Malmö, Svédország           | 1985–2000 | Buf, Har, TB, Phi, NYI     |                                                       |
| Niklas Andersson         | Szélső  | SWE    | Kungalv, Svédország         | 1992–2001 | Que, NYI, SJ, Nas          |                                                       |
| Peter Andersson          | Védő    | SWE    | Federtalve, Svédország      | 1983–1986 | Wsh, Que                   |                                                       |
| Peter Andersson          | Védő    | SWE    | Orebro, Svédország          | 1992–1994 | NYR, Fla                   |                                                       |
| Steve Andrascik          | Szélső  | CAN    | Sherridon, Manitoba         | 1971–1972 | NYR                        |                                                       |
| Paul Andrea              | Szélső  | CAN    | North Sydney, Új-Skócia     | 1965–1971 | NYR, Pit, CGS, Buf         | A WHA-ban is játszott                                 |
| Lloyd Andrews            | Szélső  | CAN    | Tillsonburg, Ontario        | 1921–1925 | Tor                        |                                                       |
| Dave Andreychuk          | Szélső  | CAN    | Hamilton, Ontario           | 1982–2006 | Buf, Tor, NJ, Bos, Col, TB |                                                       |
| Alekszandr Andrijevszkij | Szélső  | BLR    | Minszk, Fehéroroszország    | 1992–1993 | Chi                        |                                                       |
| Ron Andruff              | Center  | CAN    | Chemainus, Brit Columbia    | 1974–1979 | Mtl, ColR                  |                                                       |
| Greg Andrusak            | Védő    | CAN    | Cranbrook, Brit Columbia    | 1993–2000 | Pit, Tor                   |                                                       |
| Mike Angelidis           | Szélső  | CAN    | Woodbrige, Ontario          | 2003–2004 | Wsh                        |                                                       |
| Mel Angelstad            | Szélső  | CAN    | Saskatoon, Saskatchewan     | 2003–2004 | Wsh                        |                                                       |
| Lou Angotti              | Szélső  | CAN    | Toronto, Ontario            | 1964–1974 | NYR, Chi, Phi, Pit, Stl    | A Stl, Pit csapatok edzője is                         |
| Darrell Anholt           | Védő    | CAN    | Hardisty, Alberta           | 1983–1984 | Chi                        |                                                       |
| Artem Anyiszimov         | Szélső  | RUS    | Jaroszlav, Szovjetunió      | 2008–     | NYR                        |                                                       |
| Hub Anslow               | Szélső  | CAN    | Pembroke, Ontario           | 1947–1948 | NYR                        |                                                       |
| Mike Antonovich          | Center  | USA    | Calumet, Minnesota          | 1975–1984 | MNS, Har, NJ               |                                                       |
| Shawn Antoski            | Szélső  | CAN    | Brantford, Ontario          | 1990–1998 | Van, Phi, Pit, Ana         |                                                       |
| Nyikolaj Antropov        | Center  | KAZ    | Ust-Kamenogorsk, Kazahsztán | 1999–     | Tor, NYR, Atl              |                                                       |
| Syl Apps                 | Center  | CAN    | Paris, Ontario              | 1936–1948 | Tor                        | Calder-emlékkupa (1937), Lady Byng-emlékkupa (1942)   |
| Syl Apps, Jr.            | Center  | CAN    | Toronto, Ontario            | 1970–1980 | NYR, Pit, LA               |                                                       |

## Arbour - Ayres
| Játékos              | Pozíció | Ország | Születési hely               | Aktív                | Csapat ↓                                     | Jegyzetek                                                                                            |
| -------------------- | ------- | ------ | ---------------------------- | -------------------- | -------------------------------------------- | --- |
| Al Arbour            | Védő    | CAN    | Sudbury, Ontario             | 1953–1971            | Det, Chi, Tor, Stl                           | A Stl, NYI csapatok edzője, Jack Adams-díj (1979), a Jégkorong Hírességek Csarnokának a tagja (1996) |
| Amos Arbour          | Szélső  | CAN    | Waubaushene, Ontario         | 1918–1924            | Mtl, Ham, Tor                                | |
| Ernest Arbour        | Szélső  | CAN    | Waubaushene, Ontario         | 1929–1931            | PitP, Chi                                    | |
| Jack Arbour          | Védő    | CAN    | Waubaushene, Ontario         | 1926–1929            | Det, Tor                                     | |
| John Arbour          | Védő    | CAN    | Niagara Falls, Ontario       | 1965–1972            | Bos, Pit, Van, Stl                           | |
| Michel Archambault   | Szélső  | CAN    | Saint-Hyacinthe, Québec      | 1976–1977            | Chi                                          | |
| Dave Archibald       | Szélső  | CAN    | Chilliwack, Brit Columbia    | 1987–1997            | MNS, Ott, NYI                                | |
| Jim Archibald        | Szélső  | CAN    | Craik, Saskatchewan          | 1984–1987            | MNS                                          | |
| Ron Areshenkoff      | Center  | CAN    | Grand Forks, Brit Columbia   | 1979–1980            | Edm                                          | |
| Gyenis Arhipov       | Center  | RUS    | Kazany, Oroszország          | 2000–2007            | Nsh, Chi                                     | |
| Bill Armstrong       | Szélső  | CAN    | London, Ontario              | 1990–1991            | Phi                                          | |
| Bob Armstrong        | Védő    | CAN    | Toronto, Ontario             | 1950–1962            | Bos                                          | |
| Chris Armstrong      | Védő    | CAN    | Regina, Saskatchewan         | 2000–2004            | Min, Ana                                     | |
| Colby Armstrong      | Szélső  | CAN    | Lloydminster, Saskatchewan   | 2005–2013            | Pit, AtlT, Tor, Mtl                          | |
| Derek Armstrong      | Center  | CAN    | Ottawa, Ontario              | 1993–2010            | NYI, NYR, Ott, LA, Stl                       | |
| George Armstrong     | Center  | CAN    | Skead, Ontario               | 1949–1971            | Tor                                          | |
| Murray Armstrong     | Center  | CAN    | Manor, Saskatchewan          | 1937–1946            | Tor, NYA, Det                                | |
| Norm Armstrong       | Szélső  | CAN    | Owen Sound, Ontario          | 1962–1963            | Tor                                          | |
| Riley Armstrong      | Szélső  | CAN    | Saskatoon, Saskatchewan      | 2008                 | SJ                                           | |
| Tim Armstrong        | Csatár  | CAN    | Toronto, Ontario             | 1988–1989            | Tor                                          | |
| Chuck Arnason        | Szélső  | CAN    | Ashern, Manitoba             | 1971–1979            | Mtl, AtlF, Pit, KC, ColR, Cle, MNS, Wsh      | |
| Tyler Arnason        | Center  | USA    | Oklahoma City, Oklahoma      | 2001–2009            | Chi, Ott, Col                                | |
| Jamie Arniel         | Center  | CAN    | Kingston, Ontario            | 2010                 | Bos                                          | |
| Scott Arniel         | Szélső  | CAN    | Kingston, Ontario            | 1981–1992            | Wpg, Buf, Bos                                | |
| Jason Arnott         | Center  | CAN    | Collingwood, Ontario         | 1993–2012            | Edm, NJ, Dal, Nsh, NJ, Wsh, Stl              | |
| Dean Arsene          | Védő    | CAN    | Murrayville, Brit Columbia   | 2009–2010            | StL                                          | |
| Fred Arthur          | Védő    | CAN    | Toronto, Ontario             | 1980–1983            | Har, Phi                                     | |
| Jevgenyij Artyuhin   | Védő    | RUS    | Moszkva, Oroszország         | 2005–2010            | TB, Ana, Atl                                 | |
| John Arundel         | Védő    | CAN    | Winnipeg, Manitoba           | 1949–1950            | Tor                                          | |
| Magnus Arvedson      | Szélső  | SWE    | Karlstad, Svédország         | 1997–2004            | Ott, Van                                     | |
| Arron Asham          | Szélső  | CAN    | Portage la Prairie, Manitoba | 1998–2014            | Mtl, NYI, NJ, Phi, Pit, NYR                  | |
| Barry Ashbee         | Védő    | CAN    | Weston, Ontario              | 1965–1966, 1970–1974 | Bos, Phi                                     | |
| Don Ashby            | Center  | CAN    | Kamloops, Brit Columbia      | 1975–1981            | Tor, ColR, Edm                               | |
| Brent Ashton         | Csatár  | CAN    | Saskatoon, Saskatchewan      | 1979–1993            | Van, ColR, NJ, Min, Que, Det, Wpg, Bos, Cgy  | |
| Frank Ashworth       | Center  | CAN    | Moose Jaw, Saskatchewan      | 1947–1947            | Chi                                          | |
| Tom Askey            | Kapus   | USA    | Tonawanda, New York          | 1997–1999            | Ana                                          | |
| Oscar Asmundson      | Szélső  | CAN    | Red Deer, Alberta            | 1932–1935, 1936–1938 | NYR, Det, StlE, NYA, MtlM                    | |
| Kaspars Astašenko    | Védő    | LAT    | Riga, Lettország             | 1999–2001            | TB                                           | |
| Mark Astley          | Védő    | CAN    | Calgary, Alberta             | 1993–1996            | Buf                                          | |
| Hardy Åström         | Kapus   | SWE    | Skellefteå, Svédország       | 1977–1981            | NYR, ColR                                    | |
| Walt Atanas          | Szélső  | CAN    | Hamilton, Ontario            | 1944–1945            | NYR                                          | |
| Blair Atcheynum      | Szélső  | CAN    | Estevan, Saskatchewan        | 1992–1993, 1997–2001 | Ott, Stl, Nas, Chi                           | |
| Steve Atkinson       | Szélső  | CAN    | Toronto, Ontario             | 1968–1969, 1970–1975 | Bos, Buf, Was                                | Játszott a World Hockey Associationben is                                                            |
| Bob Attwell          | Szélső  | USA    | Spokane, Washington          | 1979–1981            | ColR                                         | |
| Ron Attwell          | Szélső  | CAN    | Humber Summit, Ontario       | 1967–1968            | NYR, Stl                                     | |
| Jean-Sébastien Aubin | Kapus   | CAN    | Montréal, Québec             | 1999–2008            | Pit, Tor, LA                                 | |
| Norm Aubin           | Csatár  | CAN    | Saint-Léonard, Québec        | 1981–1983            | Tor                                          | |
| Serge Aubin          | Center  | CAN    | Val-d'Or, Québec             | 1999–2006            | Col, Clb, Atl                                | |
| Pierre Aubry         | Csatár  | CAN    | Cap-de-la-Madeleine, Québec  | 1980–1985            | Que, Det                                     | |
| Oscar Aubuchon       | Szélső  | CAN    | Saint-Hyacinthe, Québec      | 1942–1944            | Bos, NYR                                     | |
| Adrian Aucoin        | Védő    | CAN    | Ottawa, Ontario              | 1994–2013            | Van, TB, NYI, Chi, Cgy, Phx, CBJ             | |
| Keith Aucoin         | Center  | USA    | Chelmsford, Massachusetts    | 2005–2014            | Car, Was, NYI, Stl                           | |
| Philippe Audet       | Szélső  | CAN    | Ottawa, Ontario              | 1998–1999            | Det                                          | |
| Donald Audette       | Szélső  | CAN    | Laval, Québec                | 1989–2004            | Buf, LA, Atl, Dal, Mtl, Fla                  | |
| Les Auge             | Védő    | USA    | St. Paul, Minnesota          | 1980–1981            | ColR                                         | |
| Patrik Augusta       | Szélső  | CZE    | Jihlava, Csehszlovákia       | 1993–1994, 1998–1999 | Tor, Was                                     | |
| Alex Auld            | Kapus   | CAN    | Cold Lake, Alberta           | 2001–2012            | Van, Flo, Phx, Bos, Ott, Dal, NYR, Mont, Ott | |
| Keith Aulie          | Védő    | CAN    | Regina, Saskatchewan         | 2010–2015            | Tor, TBL, Edm                                | |
| Jared Aulin          | Center  | CAN    | Calgary, Alberta             | 2002–2003            | LA                                           | |
| Larry Aurie          | Szélső  | CAN    | Sudbury, Ontario             | 1928–1939            | Det                                          | |
| Sean Avery           | Center  | CAN    | North York, Ontario          | 2001–2012            | Det, LA, NYR, Dal, NYR                       | |
| Don Awrey            | Védő    | CAN    | Kitchener, Ontario           | 1963–1979            | Bos, Stl, Mtl, Pit, NYR, ColR                | |
| Per-Johan Axelsson   | Szélső  | SWE    | Kungälv, Svédország          | 1997–2009            | Bos                                          | |
| Vernon Ayres         | Védő    | CAN    | Toronto, Ontario             | 1930–1936            | NYA, MtlM, Stl, NYR,                         | |